# Oberfischbach
Oberfischbach település Németországban, Rajna-vidék-Pfalz tartományban. Lakosainak száma 147 fő (2023. december 31.).

## Népesség
A település népességének változása:
| Lakosok száma | 169  | 173  | 159  | 158  | 148  | 147  |
|               | 1975 | 2017 | 2019 | 2021 | 2022 | 2023 |